# Nucli de la Terra

Esquema de la Terra, del nucli intern a l'exosfera. Parcialment a escala

El nucli terrestre és una esfera principalment sòlida d'uns 1.220 km de radi situada al centre de la Terra. Anteriorment s'anomenava Nife per la seva riquesa en níquel i ferro.

## Descobriment
L'existència d'un nucli intern sòlid diferenciat del nucli exterior líquid va ser descoberta el 1936 per la sismòloga danesa Inge Lehmann a través d'observacions d'ones sísmiques generades per terratrèmols, que es reflecteixen parcialment del seu límit i poden detectar-se amb uns instruments molt sensibles anomenats sismògrafs. Ja se sabia que el nucli exterior era líquid, ja que no pot transmetre ones elàstiques, car el nucli exterior només deixa passar les ones sòniques. Fou difícil establir la solidesa del nucli interior terrestre, ja que les ones elàstiques que se suposa que passen a través d'ell són molt febles i difícils de detectar. Dziewonski i Gilbert demostraren la consistència d'aquesta hipòtesi observant els modes normals de vibració de la Terra causats pels grans terratrèmols. Recentment, la suposada detecció d'ones elàstiques transmeses pel nucli interior, anomenades PKJKP, foren el centre d'una controvèrsia, però estan sent acceptades com a prova de la liquiditat del nucli interior.

## Composició
Basant-se en l'abundància relativa dels elements químics al sistema solar, les seves propietats físiques, i altres limitacions químiques que concerneixen la resta del volum de la Terra, es creu que el nucli interior està compost principalment d'un aliatge de níquel i ferro, amb quantitats molt petites d'altres elements desconeguts. Com que és menys dens que el ferro pur, Francis Birch calculà que el nucli exterior conté aproximadament un 10% d'una mescla d'elements menys pesants, tot i que es creu que aquests són menys abundants al nucli interior. Només es troben aquests elements químics perquè són els que aguanten més la calor.
El nucli conté un 90% de tot el sofre de la Terra.

## Condicions
Es pot estimar la temperatura del nucli interior de la Terra mitjançant les limitacions experimentals i teòriques de la temperatura de fusió del ferro impur a la pressió del límit del nucli interior (uns 330 GPa), donant una estimació d'uns 6.000 graus Celsius. La pressió al nucli interior de la Terra varia entre 330 i 360 GPa (més de 3.000.000 atmosferes), i el ferro només continua sent sòlid a temperatures tan altes perquè la seva temperatura de fusió s'incrementa enormement a pressions tan altes.

## Història
J.A. Jacobs fou el primer a suggerir que el nucli interior s'està solidificant i creixent a expenses del nucli exterior degut al refredament gradual de l'interior de la Terra (uns 100 graus cada mil milions d'anys). Abans de la seva formació, la totalitat del nucli interior era líquid fos, i es creu que l'edat del nucli interior és d'entre dos i quatre mil milions d'anys. Com que és menys antic que la Terra (4.500 milions d'anys), el nucli interior no pot ser un tret primordial heretat durant la formació del sistema solar.

## Dinàmica
No se sap gaire sobre el procés de creixement del nucli interior terrestre. Com que es refreda lentament, molts creien que el nucli interior seria molt homogeni i pur. Es va arribar a suggerir que el nucli interior de la Terra podria ésser un únic cristall de ferro, però això no és compatible amb l'alt grau d'heterogeneïtat observat al nucli interior.
Els sismòlegs han revelat que el nucli interior és bastant heterogeni i té unes grans estructures tals que les ones sísmiques el travessen més ràpidament en algunes direccions que en altres. La superfície del nucli interior mostra variacions ràpides en propietats a escales de com a mínim un quilòmetre. Això és confús, ja que se sap que les variacions laterals de temperatura al llarg del límit del nucli interior són extremament petites (aquesta conclusió està confirmada per observacions dels camps magnètics. Descobriments recents suggereixen que el nucli interior en si està compost de capes, separades per una zona de transició d'entre 250 i 400 km de gruix. Si el nucli interior creix gràcies a petits sediments solidificats que hi cauen a la superfície, és possible que hi quedi líquid atrapat als porus de les roques i que aquest fluid residual pugui romandre en part al seu interior.
Com que el nucli interior no està rígidament connectat al mantell sòlid de la Terra, s'ha considerat durant molt de temps la possibilitat que rodoli un xic més ràpid o més lent que la resta de la Terra. Als anys 90, alguns sismòlegs afirmaren haver detectat aquesta superrotació observant durant diverses dècades els canvis en les característiques de les ones sísmiques que passen a través del nucli interior, i comptant amb la seva propietat de transmetre més ràpidament les ones en algunes direccions. Alguns estimen que gira un grau més que la resta de la Terra per any, i d'altres han estimat que gira un grau menys.
Es creu que el creixement del nucli interior té un paper important en la generació del camp magnètic terrestre per l'acció de dinamo que provoca al nucli exterior líquid. Això passa principalment perquè el nucli interior no pot dissoldre tants elements lleugers com l'exterior, de manera que la solidificació que té lloc al límit del nucli interior produeix un líquid residual que conté més elements lleugers que el líquid que hi ha a sobre. Això fa que es torni flotant, i contribueix a traure la convecció del nucli exterior. L'existència d'aquest nucli interior també canvia els moviments dinàmics del líquid al nucli exterior a mesura que creix, i podria ajudar a estabilitzar el camp magnètic, ja que es creu que és molt més resistent al flux que el líquid del nucli exterior (que es creu que és turbulent.)
També s'especula que el nucli interior podria haver mostrat una varietat de patrons de deformació interna. Això podria ser necessari per a explicar per què les ones sísmiques passen més de pressa en algunes direccions. Com que la convecció tèrmica no sembla ser-ne la causa per si sola, qualsevol moviment flotant de convecció ha de ser transmès per variacions en la composició o l'abundància del líquid del seu interior. S. Yoshida et al. proposaren un nou mecanisme en què un ritme de solidificació més alt a l'equador que a les latituds polars pot deformar el nucli interior, i S. Karato proposà que els canvis en el camp magnètic de la Terra també poden deformar el nucli interior al llarg del temps.